# Murjiter
Murjiterna var en politisk religiös grupp inom tidig islam som uppstod under shiarevolten på 600-talet. 
Orden murjit och irja härstammar från det koraniska ordet ardja, vilket betyder "uppskjutande". Murjiterna menar att det är Gud som ska avgöra om någon är mu'min (troende), och skjuter upp dömandet av huruvida någon är troende eller inte till Gud, som är den ende som kan avgöra en människas inre. Detta i kontrast till kharjiterna, som ansåg att militant jihad ska bedrivas mot syndare. Enligt murjiterna är varje individs öde redan förutbestämt av Gud och människan ska inte ifrågasätta det. Därför ska hon inte heller opponera sig mot rådande makter, då det bara är Gud som kan göra det.
Politiskt sett ville murjiterna bevara freden inom det muslimska samhället genom att sätta sig emot radikala religiösa grupper. De särskiljer på islam ("underkastelse") och iman ("tro"). Koranen menar att man kan vara religiös utåt utan inre tro och därför inte en sann muslim. Det är trosbekännelsen (shahadah) och riterna som gör en person till muslim. Med detta resonemang är det möjligt att vara muslim utan att vara troende i hjärtat, men också tvärtom.